# Festival de la Cançó d'Eurovisió Júnior 2012
El Festival de la Cançó d'Eurovisió Junior 2012 serà celebrat el dissabte 1 de desembre de 2012 al Heineken Music Hall d'Amsterdam, Països Baixos després que la Unió Europea de Radiodifusió ho anunciara l'11 d'octubre de 2011 a una reunió a Armènia (país amfitrió de la passada edició). Els Països Baixos ja havien celebrat el Festival de la Cançó d'Eurovisió Junior 2007 a Rotterdam, on el guanyador va ser Alexey Zhigalkovich representant a Belarús amb la cançó S druzyami.
Aquest 2012, la guanyadora va ser Anastasiya Petryk d'Ucraïna amb la cançó Nebo (Cel en Català).

## Països participants

Països participants.
Països participants en el passat però no el 2012.

Finalment, la UER va confirmat que serien 12 els països que competirien en la 10a edició del festival:
| N° | País          | Artista           | Cançó                      | Traducció al català           | Posició | Punts |
| -- | ------------- | ----------------- | -------------------------- | ----------------------------- | ------- | ----- |
| 01 | Belarús       | Egor Zheskho      | A more-more                | Oh, mar mar                   | 9       | 56    |
| 02 | Suècia        | Lova Sönnerbo     | Mitt mod                   | El meu cor                    | 6       | 70    |
| 03 | Azerbaidjan   | Suada i Omar      | Girls and Boys             | Xiques i xics                 | 11      | 49    |
| 04 | Bèlgica       | Fabian            | Abracadabra                | -                             | 5       | 72    |
| 05 | Rússia        | Lerika            | Sensatsiya (Сенсация)      | Sensació                      | 4       | 88    |
| 06 | Israel        | Kids.il           | Let the music win          | Deixa que la música guanye    | 8       | 68    |
| 07 | Albània       | Igzidora Gjeta    | Kam një këngë vetëm për ju | Tinc una cançó només per a tu | 12      | 35    |
| 08 | Armènia       | Compass Band      | Sweetie baby               | Nena dolça                    | 3       | 98    |
| 09 | Ucraïna       | Anastasiya Petrik | Nebo (Небо)                | Cel                           | 1       | 138   |
| 10 | Geòrgia       | The funkids       | Funky Limonade             | Llimonada Funky               | 2       | 103   |
| 11 | Moldàvia      | Denis Midone      | Toate vor fi               | Tot per tu                    | 10      | 52    |
| 12 | Països Baixos | Femke             | Tik tak tik                | -                             | 7       | 69    |

## Taula de Puntuacions
| Participants                                                      | Participants | Votants | Votants | Votants | Votants     | Votants | Votants | Votants | Votants | Votants | Votants | Votants | Votants  | Votants       | Votants | Votants |
| Participants                                                      | Participants | Total   | BLR     | Suècia  | Azerbaidjan | Bèlgica | Rússia  | Israel  | Albània | Armènia | Ucraïna | Georgia | Moldàvia | Països Baixos | Jurat   |         |
|                                                                   | Belarús      | 56      |         | 1       | 7           | 2       | 4       | 1       | 2       | 7       | 10      | 7       | 2        |               | 1       |         |
| Suècia                                                            | 70           | 7       |         | 1       | 5           | 5       | 7       | 12      | 2       | 2       |         | 7       | 4        | 6             |         |         |
| Azerbaidjan                                                       | 49           | 2       | 3       |         | 1           | 3       |         | 10      |         | 5       | 8       |         | 3        | 2             |         |         |
| Bèlgica                                                           | 72           | 3       | 7       | 3       |             | 7       | 6       | 7       | 5       | 1       | 4       | 6       | 8        | 3             |         |         |
| Rússia                                                            | 88           | 10      | 8       | 2       | 8           |         | 4       |         | 8       | 6       | 6       | 10      | 6        | 8             |         |         |
| Israel                                                            | 68           | 5       | 4       | 5       | 4           | 8       |         | 1       | 6       | 8       | 3       | 1       | 7        | 4             |         |         |
| Albània                                                           | 35           |         |         | 12      |             |         | 3       |         | 1       |         | 1       | 4       | 2        |               |         |         |
| Armènia                                                           | 98           | 8       | 6       |         | 7           | 10      | 10      | 3       |         | 12      | 12      | 3       | 10       | 5             |         |         |
| Ucraïna                                                           | 138          | 12      | 12      | 4       | 12          | 12      | 12      | 6       | 12      |         | 10      | 12      | 12       | 10            |         |         |
| Georgia                                                           | 103          | 6       | 10      | 8       | 6           | 6       | 8       | 5       | 10      | 7       |         | 8       | 5        | 12            |         |         |
| Moldàvia                                                          | 52           | 4       | 2       | 10      | 3           | 2       | 4       | 3       | 4       | 6       | 2       |         | 1        |               |         |         |
| Països Baixos                                                     | 69           | 1       | 5       | 6       | 10          | 1       | 2       | 8       | 4       | 4       | 5       | 5       |          | 7             |         |         |
| Tots els participants rebren 12 punts a l'inici de les votacions. |              |         |         |         |             |         |         |         |         |         |         |         |          |               |         |         |

### Màximes puntuacions
Els països que van rebre 12 punts (màxima puntuació) van ser:
| N° | A       | De                                                                         |
| -- | ------- | -------------------------------------------------------------------------- |
| 8  | Ucraïna | Armènia, Bèlgica, Belarús, Israel, Moldàvia, Països Baixos, Rússia, Suècia |
| 2  | Armènia | Geòrgia, Ucraïna                                                           |
| 1  | Albània | Azerbaidjan                                                                |
| 1  | Geòrgia | Jurat Infantil                                                             |
| 1  | Suècia  | Albània                                                                    |

## Debuts
- Albània
- Israel
- Azerbaidjan

## Retirades
- Bulgària[14]
- Letònia[15]
- Lituània[15]
- A.R.I. de Macedònia[16]

## Retorns Descartats
- Espanya: La web ESCkaz.com va preguntar a TVE sobre la seua participació en pròximes edicions d'aquest festival i TVE no va ser capaç de donar una resposta afirmativa ni negativa sobre la participació el 2012.[17] A més, la UER va negociar fins a l'últim moment la participació d'Espanya a l'edició anterior, però per falta de temps no va poder participar, malgrat que TVE va mostrar interés a participar. Tot i així Espanya no va retornar al festival.[18]

- Sèrbia: Quan Sèrbia es va retirar de  l'edició de 2011, el cap de la delegació va dir que una pausa d'un any per raons financeres no estaria malament, esperant poder tornar el 2012 amb la finalitat de "no decebre els nens serbis".[19]

## Debuts descartats
- Itàlia: La UER va negociar la participació d'aquest país a Eurovisió Júnior després d'haver tornat el 2011 al Festival d'Eurovisió dels adults, però igual que Espanya no va poder confirmar la seva participació en l'edició del 2011 per falta de temps.[18] Finalment la RAI no va participar tampoc a l'edició del 2012.[20]